# Marguetta lorea
Marguetta lorea är en mossdjursart som först beskrevs av Joshua Alder 1864.  Marguetta lorea ingår i släktet Marguetta och familjen Bryocryptellidae. Inga underarter finns listade i Catalogue of Life.